# Черемнова (Пермский край)
Черемнова — деревня в Кудымкарском районе Пермского края. Входила в состав Верх-Иньвенского сельского поселения. Располагается на левом берегу реки Вежайки западнее от города Кудымкара. Расстояние до районного центра составляет 36 км. По данным Всероссийской переписи населения 2010 года, в деревне проживало 35 человек (15 мужчин и 20 женщин).

## История
По данным на 1 июля 1963 года, в деревне проживало 156 человек. Населённый пункт входил в состав Вежайского сельсовета.